# Tałgat Begeldinow
Tałgat Jusufbekuły Begeldinow (kaz. Талғат Юсуфбекұлы Бегелдинов, ur. 5 sierpnia 1922 w Biszkeku, zm. 10 listopada 2014 w Ałmaty) – radziecki i kazachski pilot wojskowy, generał major lotnictwa, dwukrotny Bohater Związku Radzieckiego (1944 i 1945).

## Życiorys
W 1940 roku wstąpił do oficerskiej szkoły lotniczej w Bałaszowie, potem przeniesiony do szkoły oficerskiej w Orenburgu, którą ukończył 1942 roku. Od stycznia 1943 roku uczestnik II wojny światowej, członek WKP(b) od 1943 roku. Latał na samolocie Ił-2, był zastępcą dowódcy eskadry. 26 października 1944 roku za odwagę i mistrzowskie umiejętności bojowe wykazane podczas walk i zestrzelenie 4 samolotów wroga został uhonorowany tytułem Bohatera Związku Radzieckiego. Od jesieni 1944 roku dowódca eskadry 144 gwardyjskiego pułku lotnictwa szturmowego 9 Gwardyjskiej Dywizji Lotnictwa Szturmowego 1 Gwardyjskiego Korpusu Lotnictwa Szturmowego 5 Armii Powietrznej na 1 Froncie Ukraińskim. Uczestnik parady zwycięstwa w Moskwie 24 czerwca 1945 roku. 27 czerwca 1945 roku otrzymał tytuł Bohatera Związku Radzieckiego po raz drugi - m.in. za wyczyny bojowe podczas walk powietrznych o Kraków, Opole, Wrocław i Berlin. Łącznie podczas wojny wykonał 305 lotów bojowych, podczas których zestrzelił 7 samolotów wroga. 1950 roku ukończył Akademię Wojskowo-Powietrzną i do 1956 roku nadal służył w Siłach Powietrznych ZSRR, następnie do 1970 toku w lotnictwie cywilnym. W 1968 roku ukończył Moskiewski Instytut Inżynieryjno-Budowniczy. Deputowany do Rady Najwyższej ZSRR 2, 3 i 12 kadencji. 9 maja 2000 roku w Kokczetawie odsłonięto jego popiersie.

## Odznaczenia
- Złota Gwiazda Bohatera ZSRR (dwukrotnie)
- Order Lenina (1944)
- Order Czerwonego Sztandaru (dwukrotnie - 1943 i 1944)
- Order Aleksandra Newskiego (17 sierpnia 1944)
- Order Wojny Ojczyźnianej I klasy (27 stycznia 1944)
- Order Wojny Ojczyźnianej II klasy (8 kwietnia 1943)
- Order Czerwonej Gwiazdy
- Order Sławy
- Medal Żukowa
- Medal „Za zasługi bojowe”
- Medal 100-lecia urodzin Lenina
- Medal „Za zwycięstwo nad Niemcami w Wielkiej Wojnie Ojczyźnianej 1941–1945”
- Medal jubileuszowy „Dwudziestolecia zwycięstwa w Wielkiej Wojnie Ojczyźnianej 1941–1945”
- Medal jubileuszowy „Trzydziestolecia zwycięstwa w Wielkiej Wojnie Ojczyźnianej 1941–1945”
- Medal jubileuszowy „Czterdziestolecia zwycięstwa w Wielkiej Wojnie Ojczyźnianej 1941–1945”
- Medal jubileuszowy „50-lecia zwycięstwa w Wielkiej Wojnie Ojczyźnianej 1941–1945”
- Medal 60-lecia Zwycięstwa w Wielkiej Wojnie Ojczyźnianej 1941–1945
- Medal 65-lecia Zwycięstwa w Wielkiej Wojnie Ojczyźnianej 1941–1945
- Medal „Za zdobycie Berlina”
- Medal „Za wyzwolenie Pragi”
- Medal jubileuszowy „30 lat Armii Radzieckiej i Floty”
- Medal jubileuszowy „50 lat Sił Zbrojnych ZSRR”
- Medal jubileuszowy „60 lat Sił Zbrojnych ZSRR”
- Medal jubileuszowy „70 lat Sił Zbrojnych ZSRR”
- Order „Ojczyzna” (Kazachstan - 2007)
- Order „Sława” I klasy (Kazachstan - 2001)[1]
- Medal „10 lat Astany” (2008)
- Medal 60-lecia zwycięstwa w Wielkiej Wojnie Ojczyźnianej (Kazachstan)
- Order „Za Zasługi” (Ukraina) III klasy (2010)